# Bob-Weltmeisterschaft 1959
Die 18. Bob-Weltmeisterschaft wurde am 7. und 8. Februar im Zweierbob und am 14. und 15. Februar 1959 im Viererbob auf dem Olympia Bob Run St. Moritz–Celerina im schweizerischen St. Moritz ausgetragen.

## Konstellation
Der zunehmende Erfolg der italienischen Podar-Bobs vor allem durch Eugenio Monti hatte dazu geführt, dass erstmals fast ausschließlich Bobs dieses Herstellers in der Saison 1958/59 benutzt wurden. Lediglich der Amerikaner Arthur Tyler nutzte eine Eigenkonstruktion, während Altmeister Stan Benham nunmehr auch Podars gekauft hatte. Der technologische Rückstand der amerikanischen Vorkriegsbobs war mittlerweile zu groß, um mit der Weltspitze zu konkurrieren, außer Tyler waren alle anderen Amerikaner bei der letzten WM hinterher gefahren. Vor der WM konzentrierten sich stattfindende Bob-Wettbewerbe auch schon in St. Moritz, bei den internationalen Schweizer Meisterschaften und diversen anderen Rennen hatte die internationale Konkurrenz schon Gelegenheit, die Bobs auszuprobieren. So war der Ohlstädter Franz Schelle bereits vier Wochen vor der WM nach St. Moritz gereist und testete seinen Podarbob sowohl mit Seilzug- als auch mit Radsteuerung. Überdies nahm er an den internationalen Schweizer Viererbob-Meisterschaften teil und gewann diese. Er und Hans Rösch waren aus deutscher Sicht die Medaillenanwärter. Im Schweizer Bobsport wurde nach dem ersten medaillenlosen Abschneiden seit 1934 nach neuen Wegen gesucht. Ergebnis war der Wechsel zu noch mehr Athletik. So tauschten die Rudereuropameister Gottfried Kottmann und Rolf Streuli das Sportgerät und schlossen sich dem Bobteam von Max Angst an. Titelverteidiger Eugenio Monti hatte neben seiner eigenen sportlichen Karriere das Mentoring für ein neues Bobteam übernommen. Das im Vorjahr neu aufgenommene FIBT-Mitglied Kanada hatte erstmals zwei Bobteams zur WM entsandt und wurde dabei von Monti unterstützt.
Squaw Valley und die Bob-WM
Auch im Winter 1959 beherrschte die 1960 anstehende Austragung des olympischen Bobwettbewerbs immer noch die Diskussionen innerhalb der FIBT. Nachdem bereits auf der 53. IOC-Session im September 1957 in Sofia die Bob-Wettbewerbe mangels genügender Teilnehmer aus dem olympischen Programm genommen wurden, hatte die FIBT auf der 54. IOC-Session im Mai 1958 in Tokio offiziell einen Einspruch erhoben. Außerdem war mittlerweile bekannt, dass die Ausrichter in Squaw Valley auch aus finanziellen Erwägungen keine Bobbahn bauen würden. So beschloss die FIBT auf ihrem Kongress während der WM, als Ersatzveranstaltungsort die olympische Bobbahn in Lake Placid anzubieten, quasi als ausgelagerter Veranstaltungsort innerhalb der Olympischen Spiele. Nicht ganz uneigennützig rührte dafür vor allem der zweifache Viererbob-Weltmeister Stanley Benham die Werbetrommel, da er beruflich in der Verwaltung des Olympiaparks in Lake Placid involviert war. Bei einer Ablehnung dieses Vorschlags durch das IOC auf seiner 55. Session würde die FIBT zum Zeitpunkt der Olympischen Winterspiele eine Bob-Weltmeisterschaft im italienischen Cortina d’Ampezzo austragen, so beschloss es die FIBT. Dieser Beschluss kam letztlich zum Tragen, da das IOC auf seiner 55. Session im Mai 1959 in München aus mehreren Gründen den Vorschlag der FIBT mit 35:21 Stimmen endgültig ablehnte.

## Zweierbob
Der zweifache Zweierbob-Weltmeister Eugenio Monti zeigte bereits im Training, das er erneut zu den Titelfavoriten gehören würde. Überraschend stark zeigten sich die Bobs der britischen Rennfahrer Henry Taylor und Keith Schellenberg, die in den Trainingsläufen vordere Platzierungen belegten. Nach der Auslosung der Startnummern wurde folgende Startreihenfolge bekannt gegeben:
- 1. Lauf Nummern 1-18
- 2. Lauf Nummern 10-18 und 1-9
- 3. Lauf Nummern 18-1
- 4. Lauf Nummern 9-1 und 18-10.[8]

Erneut zeigte sich speziell im ersten Lauf der Vorteil einer hohen Startnummer. Die Bobs von Monti als drittletzter und Zardini als letzter Starter fuhren die schnellsten Zeiten und nur der Amerikaner Tyler fuhr mit der relativ niedrigen Startnummer fünf eine konkurrenzfähige Zeit. Trotz hoher Startnummer musste Max Angst seinen Verletzungen Tribut zollen, die er sich im Vorfeld bei einem Rennen zugezogen hatte. Mit der nur achtbesten Zeit im ersten Lauf waren die Medaillenchancen schon fast vergeben. Für den Schweizer Bobverband kam es im zweiten Lauf allerdings noch schlimmer. Beim zweiten Schweizer Bob Zoller/Leu löste sich in der Startkurve die Seilfixierung, wodurch der Bob in eine Schneemauer geriet und stehen blieb. Davon unbeeindruckt entbrannte an der Spitze ein Dreikampf zwischen den beiden italienischen Bobs und dem amerikanischen Team Tyler/Butler. Die Amerikaner belegten nach dem ersten Tag den zweiten Platz hinter dem vorjährigen Vizeweltmeister Zardini, allerdings schon mit über einer Sekunde Rückstand. Auf dem dritten Platz lagen Monti/Alvera, die allerdings schon anderthalb Sekunden Rückstand auf ihre führenden Mannschaftskollegen hatten. Sehr gut schlug sich bis dahin auch das spanische Bobteam, was nach dem ersten Wettkampftag den vierten Platz belegte. Nur den siebten Platz belegten zur Halbzeit die Vorjahresdritten Aste/Isser aus Österreich.
Wie so oft fielen am zweiten Wettkampftag bereits im dritten WM-Lauf einige Vorentscheidungen. Beim spanischen Bobteam rutschte der Pilot Sartorius aus und kam nach dem Start nicht sofort zum Sitzen, nur die zehnschnellste Zeit war das Ergebnis. Nachdem Zardinin/Alberti bereits einen neuen Bahnrekord aufgestellt hatten, verbesserten ihn Monti/Alvera um über sieben Zehntel und schmolzen den Rückstand zu ihren Mannschaftskollegen erheblich ab. Zu allem Überfluss waren Zardini/Alberti im Bahnauslauf am Ende des dritten Laufs leicht gestürzt, was sich offensichtlich negativ auf deren Psyche auswirkte. Die Österreicher Aste/Isser kamen hingegen gut in Schwung und fuhren im dritten Durchgang schon die viertschnellste Zeit. Im finalen Durchgang waren sie mit der drittschnellsten Zeit noch schneller unterwegs, der aufgebaute Rückstand vom Vortag war aber schon viel zu groß, um noch nach einer Medaille zu greifen. Fast dramatisch wurde es im letzten Durchgang für die Italiener Zardini/Alberti. Nachdem Tyler/Butler die bis dahin schnellste Zeit gefahren waren, reichte es für die beiden Italiener nur zur insgesamt achtschnellsten Zeit. In der Gesamtwertung lagen sie damit nur noch sieben Hundertstel vor den Amerikanern und hatten damit mindestens Silber sicher. Die kurz darauf folgenden Monti/Alvera fuhren jedoch Laufbestzeit und nahmen ihren Mannschaftskollegen fast anderthalb Sekunden ab. Somit konnten sie letztlich mit fast sieben Zehnteln Vorsprung ihren dritten Zweierbob-Weltmeistertitel in Folge feiern, ein Novum, nach dem es lange Zeit nicht ausgesehen hatte.
| Platz | Nr. | Land   | Sportler                            | 1. Lauf | 2. Lauf | 1. Tag  | 3. Lauf | 4. Lauf | Gesamt  |
| ----- | --- | ------ | ----------------------------------- | ------- | ------- | ------- | ------- | ------- | ------- |
| 1     | 16  | ITA I  | Eugenio Monti Renzo Alverà          | 1:21,21 | 1:21,63 | 2:42,84 | 1:20,26 | 1:20,76 | 5:23,86 |
| 2     | 18  | ITA II | Sergio Zardini Luciano Alberti      | 1:20,54 | 1:20,79 | 2:41,33 | 1:20,98 | 1:22,24 | 5:24,55 |
| 3     | 5   | USA I  | Arthur Tyler Thomas Butler          | 1:21,44 | 1:20,97 | 2:42,41 | 1:21,13 | 1:21,08 | 5:24,62 |
| 4     | 14  | AUT I  | Paul Aste Heinz Isser               | 1:21,96 | 1:22,61 | 2:44,57 | 1:21,59 | 1:21,49 | 5:27,65 |
| 5     | 2   | FRG I  | Hans Rösch Theodor Bauer            | 1:21,98 | 1:22,03 | 2:44,01 | 1:22,15 | 1:22,33 | 5:28,49 |
| 6     | 9   | USA II | Stanley Benham Charles Pandolph     | 1:22,93 | 1:22,57 | 2:45,25 | 1:21,67 | 1:22,06 | 5:28,98 |
| 7     | 10  | GBR II | Henry Taylor Robin Dixon            | 1:22,30 | 1:22,09 | 2:44,39 | 1:22,30 | 1:22,38 | 5:29,07 |
| 7     | 15  | AUT II | Erwin Thaler Fischer                | 1:22,43 | 1:22,15 | 2:44,58 | 1:22,48 | 1:22,01 | 5:29,07 |
| 9     | 11  | ESP    | Vicente Sartorius Marquis De Marino | 1:21,74 | 1:21,95 | 2:43,69 | 1:23,49 | 1:21,99 | 5:29,17 |
| 10    | 17  | SUI I  | Max Angst Gottfried Kottmann        | 1:22,12 | 1:22,93 | 2:45,05 | 1:22,49 | 1:22,23 | 5:29,77 |
| 11    | 3   | GBR I  | Keith Schellenberg John Rainforth   | 1:22,27 | 1:22,55 | 2:44,82 | ?       | ?       | 5:29,95 |
| 12    | 12  | SWE    | Gunnar Åhs Walter Aronsson          | 1:22,19 | 1:22,74 | 2:44,93 | ?       | ?       | 5:29,96 |
| 13    | 6   | FRG II | Josef Hecht Franz Kotterer          | ?       | ?       | ?       | ?       | ?       | ?       |
| ?     | 8   | CAN I  | John Emery Victor Emery             | ?       | ?       | ?       | ?       | ?       | ?       |
| ?     | 13  | CAN II | Monty Gordon Davidson               | ?       | ?       | ?       | ?       | ?       | ?       |
| −     | 1   | FRA    | Pradeau Thonnet                     | ?       | ?       | ?       | ?       | DNF     | DNF     |
| −     | 7   | SUI II | Hans Zoller Heinz Leu               | 1:21,80 | DNF     | DNF     | DNF     | DNF     | −       |
| −     | 4   | POL    | Stefan Chiapala Josef Zsymanski     | DNS     | DNS     | DNS     | DNS     | DNS     | −       |

## Viererbob
Im Training der großen Schlitten zeigte sich, das der schon wochenlange Aufenthalt der Ohlstädter Bobbesatzung Früchte trug. Franz Schelle fuhr mit seinem neuen Podar-Bob fast in jedem Training die schnellsten Zeiten. Darüber hinaus war neben Arthur Tyler ein anderer Amerikaner wieder in die Weltspitze zurückgekehrt. Während er im Zweierbob-Wettbewerb unter seinen Möglichkeiten blieb, war Stanley Benham mit seinem neuen Podar-Bob immer einer der Trainingsbesten. Allerdings hatte die Auslosung der Startnummern es nicht besonders gut mit den Amerikanern gemeint. Tyler bekam Startnummer eins, Benham die auch noch niedrige Startnummer fünf. Die Startreihenfolge sah folgendermaßen aus.:
- 1. Lauf Nummern 1-13
- 2. Lauf Nummern 8-13 und 1-7
- 3. Lauf Nummern 13-1
- 4. Lauf Nummern 6-1 und 13-7.[10]

Unter den 13 an den Start gehenden Bobs aus acht Nationen fuhr der deutsche Bob von Franz Schelle im ersten Lauf fast schon erwartungsgemäß die schnellste Zeit. Dahinter lag etwas überraschend der Bob von Max Angst, gefolgt vom Amerikaner Tyler und dem Italiener Zardini. Eugenio Monti lag auf Rang fünf. Im zweiten Lauf fuhr Tyler neuen Bahnrekord, während Schelle hinter Zardini nur die drittbeste Zeit erzielen konnte. Damit gab es nach dem ersten Wettkampftag einen äußerst knappen Zwischenstand; Tyler führte mit nur einer Hundertstel vor Schelle, mit 16 Hundertstel Rückstand folgte der Bob von Zardini. Auf dem vierten Platz lag der Bob von Max Angst, der sich mit seiner Zeit durchaus noch Hoffnungen auf eine Medaille machen konnte. Überraschender Fünfter war in der Zwischenwertung der britische Rennfahrer Henry Taylor, während Eugenio Monti als Siebter kaum noch Chancen auf einen Podiumsplatz hatte.
Erneut fiel im dritten Lauf am zweiten Wettkampftag schon eine Vorentscheidung. Während Schelle schon recht früh starten musste und letztlich nur die siebtbeste Zeit fuhr, waren die Bobs von Zardini und Tyler die beiden letzten Teams am Start. Beide fuhren fast ein totes Rennen, Tyler war eine Hundertstel schneller als Zardini. Auf dem dritten Rang lag mit 27 Hundertstel Rückstand auf Zardini der Bob von Franz Schelle. Da der Brite Taylor die drittbeste Zeit fuhr, rückte er bis auf 24 Hundertstel an die Ohlstädter heran und hatte noch realistische Chancen auf eine Medaille. Im letzten Lauf konnte sich Tyler bei seiner Laufbestzeit mit 17 Hundertsteln etwas deutlicher von Zardini absetzen und verwies den Italiener in der Gesamtwertung auf den zweiten Platz. Franz Schelle rettet mit der drittschnellsten Zeit seine Bronzemedaille, da Taylor im finalen Durchgang nochmals vier Zehntel auf Schelle verlor. Allerdings war Platz vier das beste britische Abschneiden seit vielen Jahren. Die Eidgenossen konnten wie im Vorjahr keine Medaille bejubeln.
| Platz | Nr. | Land   | Sportler                                                                | 1. Lauf | 2. Lauf | 1. Tag  | 3. Lauf | 4. Lauf | Gesamt  |
| ----- | --- | ------ | ----------------------------------------------------------------------- | ------- | ------- | ------- | ------- | ------- | ------- |
| 1     | 1   | USA I  | Arthur Tyler, Gary Sheffield, Parker Voorhis, Thomas Butler             | 1:17,90 | 1:17,42 | 2:35,32 | 1:17,73 | 1:17,77 | 5:10,82 |
| 2     | 2   | ITA II | Sergio Zardini, Alberto Righini, Ferruccio Dalla Torre, Romano Bonagura | 1:17,88 | 1:17,61 | 2:35,49 | 1:17,74 | 1:17,94 | 5:11,17 |
| 3     | 10  | FRG II | Franz Schelle, Hartl Geiger Josef Sterff, Otto Göbl                     | 1:17,63 | 1:17,70 | 2:35,33 | 1:18,51 | 1:18,11 | 5:11,95 |
| 4     | 13  | GBR I  | Henry Taylor, Anthony Nash Robin Dixon, Cooper                          | 1:18,34 | 1:17,77 | 2:36,11 | 1:17,97 | 1:18,51 | 5:12,59 |
| 5     | 9   | SUI II | Max Angst, Rolf Streuli Gottfried Diener, Gottfried Kottmann            | 1:17,76 | 1:18,12 | 2:35,88 | 1:18,44 | 1:18,38 | 5:12,70 |
| 6     | 8   | ITA I  | Eugenio Monti, ? ?, ?                                                   | 1:18,04 | 1:18,44 | 2:36,48 | 1:18,29 | 1:18,58 | 5:13,35 |
| 7     | 6   | FRG I  | Hans Rösch, ?, ?                                                        | 1:18,34 | 1:18,03 | 2:36,37 | 1:18,72 | 1:18,72 | 5:13,81 |
| 8     | 5   | USA II | Stanley Benham, Neil Rogers Jim Lamy, Charles Pandolph                  | 1:18,55 | 1:18,07 | 2:36,62 | 1:18,51 | 1:18,99 | 5:14,12 |
| 9     | 3   | SUI I  | Hans Zoller, Heinz Leu Oskar Moesch, Rolf Gerber                        | 1:18,99 | 1:18,54 | 2:37,53 | 1:18,44 | 1:18,39 | 5:14,36 |
| 10    | 12  | AUT    | Franz Isser, Josef Isser Heinrich Isser, Fritz Isser                    | 1:19,05 | 1:18,70 | 2:37,75 | 1:18,63 | 1:19,29 | 5:14,36 |
| 11    | 7   | CAN    | Lamont Gordon, Charles Rathgeb Victor Emery, John Emery                 | ?       | ?       | ?       | ?       | ?       | 5:17,16 |
| 12    | 11  | ESP    | Vicente Satorius, ? ?, ?                                                | ?       | ?       | ?       | ?       | ?       | 5:18,38 |
| 13    | 4   | GBR II | Michael Howard, ? ?, ?                                                  | ?       | ?       | ?       | ?       | ?       | 5:26,31 |

## Medaillenspiegel
| Platz | Land               | Gold | Silber | Bronze | Gesamt |
| ----- | ------------------ | ---- | ------ | ------ | ------ |
| 1     | Italien            | 1    | 2      | 0      | 3      |
| 2     | Vereinigte Staaten | 1    | 0      | 1      | 2      |
| 4     | BR Deutschland     | 0    | 0      | 1      | 1      |